# Singt dem Herrn
Singt dem Herrn (manchmal auch länger: „Singt dem Herrn ein neues Lied“) ist ein durch die Communauté de Taizé geschriebenes Kirchenlied.

## Text
Singt dem Herrn ein neues Lied.

Lob singt ihm alle zeit,

lob singt ihm alle zeit!
Der Text hat einen biblischen Ursprung und stammt aus Psalm 96,1 :

„Singt dem Herrn ein neues Lied, singt dem Herrn, alle Lande.“

## Form und Verbreitung
Das Lied ist ein für die Gemeinschaft von Taizé charakteristischer, vierstimmiger Kurzgesang. Das Lied wird in meditativer Weise unverändert wiederholt gesungen (ostinato). Es kann von  Sologesängen unterstützt werden. Soli sind in den Sprachen französisch, englisch, deutsch, italienisch und spanisch singbar.
Es gibt eine Reihe von Notensätzen für Instrumente: Keyboard, Gitarre, Flöte, Oboe-Flöte-Klarinette, Trompete-Posaune, Cello und Fagott.
Im aktuellen Liedheft ist es unter der Nummer 24 zu finden.
Das Lied ist neben in Deutsch noch in sechs weiteren Sprachen singbar: Englisch (Sing to God), polnisch (Śpiewaj Panu), tschechisch (Novou píseň), litauisch (Viešpačiui giedokite), ungarisch (Jézust ének dicsérje!), portugiesisch (A bondade do Senhor) .
Das Lied wurde von Jacques Berthier komponiert. Die textliche Bearbeitung stammt von „Ateliers et Presses de Taizé“, also den Brüdern selbst. Die Gesänge aus Taizé stehen unter dem Urheberrecht von „Ateliers et Presses de Taizé“.
Das Lied wurde u. a. in „Du bist Herr 1“ (ISBN 3-925352-23-6) und „Kommt, atmet auf“ (Ergänzung des Evangelischen Gesangbuch) publiziert.
Singt dem Herrn ist auf fünf CDs mit Taizé-Liedern vertont: Jubilate (20. Februar 1992, auf Deutsch), Auf dich vertrau ich (5. Dezember 1999, auf Deutsch), Velaré Contigo (17. Februar 2014, instrumental), Sing to God (22. Oktober 1995, auf Englisch) und Liederen uit Taizé (14. Dezember 1997, auf Niederländisch).